# Abia Stork
Andreas Rasmus Abia Kristopher Stork (født 1. februar 1869 i Manermiut; død 9. juni 1934 i Ilulissat) var landsrådsmedlem i Grønland.
Abia Stork var søn af Johannes Jens Jonas Stork (1836-1888) og hustru Elisabeth Rosine Cæcilie Apolonie Karlsen (1843-1891). Den 18. september 1892 giftede han sig med Stine Else Fly (1864-1922), datter af Thomas Michael Fly og Rebekka Ane Margrethe. Fra Abia Storks ægteskab stammer fem børn:
- Jonas Peter Boje Jens Stork (1893-1894)
- Jens Paul Sigvard Stork (1895-1911)
- Abelone Margrethe Jakobin Kirstine Stork giftede sig Jørgensen (1898–?)
- Sofie Agathe Abigael Nikoline Stork (1903)
- Sofie Magdaline Abigael Dorthea Stork giftede sig Jørgensen (1905–?)

Abia Stork var fanger af erhverv og var medlem af det nordgrønlandske landsråd fra 1911 til 1917 i den første lovgivningsperiode. Han boede senere i Avannarliit, før han døde på hospitalet i Ilulissat i 1934 i en alder af 65 år.